# Tauzie
Le ruisseau de Tauzie, ou de Lugaut, est un cours d'eau qui traverse le département des Landes et un affluent droit de l'Estampon dans le bassin versant de l'Adour.

## Géographie
D'une longueur de 15,4 kilomètres, il prend sa source sur la commune de Bourriot-Bergonce (Landes), à l'altitude 134 m.
Il coule du nord-est vers le sud-ouest, sous les noms de ruisseau du Cabourrugue puis de Lugaut et se jette dans l'Estampon à Retjons (Landes), à l'altitude 69 m.

## Communes et cantons traversés
Dans le département des Landes, le ruisseau de Tauzie traverse deux communes et un canton, dans le sens amont vers aval : Bourriot-Bergonce (source) et Retjons (confluence).
Soit en termes de cantons, le ruisseau de Tauzie prend source et conflue dans le canton de Roquefort.

## Affluents
Le ruisseau de Tauzie a quatre affluents référencés :
- le ruisseau de Pouchiou (rd), 5,4 km sur Bourriot-Bergonce ;
- le ruisseau de Bourriot (rg), 2,3 km sur Bourriot-Bergonce ;
- le ruisseau Dous Azes (rg), 6,7 km sur Bourriot-Bergonce ;
- le ruisseau de Lagravette ou de Retjons (rd), 11,5 km sur Bourriot-Bergonce et Retjons.